# 트레이드 (스포츠)
트레이드(Trade)는 스포츠 팀간 선수들을 맞바꾸는 이적 방법을 말한다. 추가로 선수와 선수를 맞바꾸는 트레이드뿐만 아니라 돈을 주고 선수를 받아오는 현금 트레이드와 조건 없이 선수를 내주는 무상 트레이드도 있다.

## 야구
- MLB:1886년 최초 트레이드 단행 기록
- NPB:1936년 최초 트레이드 단행 기록
- KBO:프로야구 원년 최초 트레이드

## 같이 보기
- 이적 (스포츠)